# Attentat du 6 août 2016 à Charleroi
L'attentat du 6 août 2016 à Charleroi est une attaque terroriste djihadiste visant deux policières de la Zone de Police de Charleroi, assurant la surveillance de l’hôtel de police.
Elles sont attaquées à la machette par un individu criant « Allahu akbar ». L'une d'elles est grièvement blessée. Une troisième fonctionnaire de police, présente à proximité, blesse l'attaquant par arme à feu, lequel meurt à l’hôpital.

## Enquête
Le parquet fédéral se saisit de l'enquête. Le 7 août 2016, une habitation sociale de Farciennes est perquisitionnée dans le cadre de l'enquête. Il s'agit du domicile du frère de l'auteur.

## Auteur
L'attaque, revendiquée le lendemain par l'État islamique via Amaq, est commise par Khaled Babouri, un Algérien âgé de 33 ans et originaire de Berrahal, à l'ouest d'Annaba. Il était en séjour illégal sur le territoire belge depuis 2012.

## Conséquences
À la suite de l'attaque, une réunion des services de sécurité a lieu le 7 août 2016. Le Premier ministre, Charles Michel, rentré d'urgence en Belgique, y assiste.
L'OCAM maintient le niveau de menace pour la police à « 2+ » sur une échelle de 4, alors qu'il est à 3 pour le reste de la population. Cette décision est critiquée par les syndicats policiers et le bourgmestre Paul Magnette.
Le 9 août 2016, plus de 300 policiers carolorégiens et de nombreuses autres zones de police se rassemblent face à l’hôtel de police pour marquer leur soutien à leurs collègues blessées. C'est ce même jour que le Roi Philippe et la Reine Mathilde rendent visite à une des deux policières blessées et visitent les locaux de la police de Charleroi.
Pour faire face à une éventuelle menace similaire, plusieurs zones de police ferment certains de leurs commissariats moins sécurisés et renforcent les mesures préventives dans d'autres,,,. Le 10 août 2016, à l'issue d'une réunion avec les syndicats policiers, le Ministre de l'Intérieur Jan Jambon, envisage la possibilité que les policiers puissent porter leur arme 24 heures sur 24, et ce, même lorsqu'ils ne sont pas en service.